# Yılmaz Bayraktar

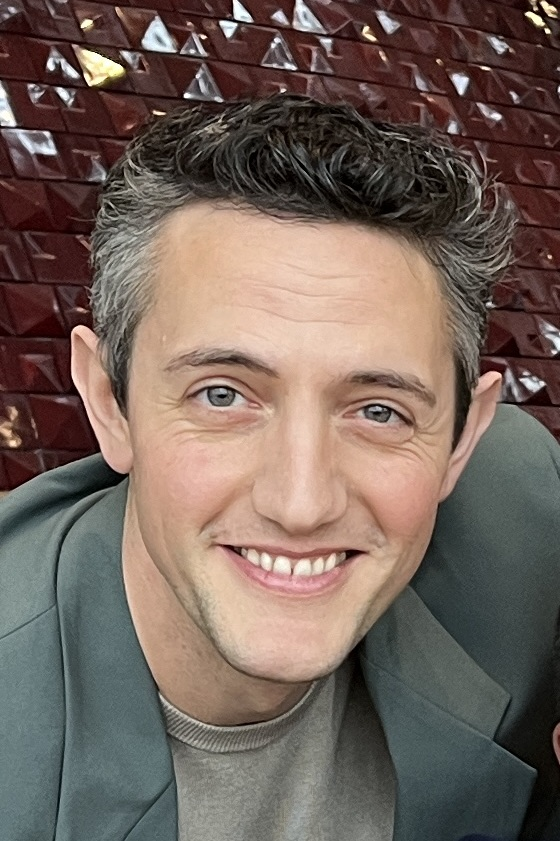
Yılmaz Bayraktar

Yılmaz Bayraktar (* 23. Dezember 1984 in Memmingen) ist ein deutsch-türkischer Schauspieler.

## Leben
Yılmaz Bayraktar wurde in Memmingen geboren und wuchs in Laupheim als Sohn türkischer Einwanderer zweisprachig auf. Durch das Hobby Breakdance entdeckte er die Leidenschaft für die Bühne. Er erwarb in der Folge das Fachabitur und durchlief im Anschluss von 2006 bis 2010 die Schule für Schauspiel in der Landeshauptstadt Kiel. Bereits dort nahm er an einer Reihe von Schulproduktionen teil.
Nach seiner Ausbildung als Schauspieler spielte er im Vorarlberger Volkstheater Götzis, im Erfolgstück von Stefan Vögel „Achtung Deutsch“, in Österreich (Vorarlberg), Schweiz und Lichtenstein.
Das Ohnsorg-Theater Hamburg gewann ihn für die Komödien „Witte Pracht“ (Original: „Süsser die Glocken“ von Stefan Vögel) und ein Jahr darauf spielte er den Mexikaner Manuel Rodriguez in dem Stück „Ganze Kerle“ und ging damit auf Deutschland Tour.
Im Jahre 2013 wurde er in der Türkei erstmals für die Serie Tatar Ramazan besetzt.
Seit 2013 pendelt Yılmaz Bayraktar zwischen Deutschland und der Türkei und wirkt in mehreren nationalen und internationalen Projekten in den Bereichen Kino, Fernsehfilme, TV-Serien und Werbungen mit.
Yilmaz Adam Bayraktar hat sich 2017 dazu entschieden, seinen zweiten Vornamen Adam und die Kurzform Bay seines Nachnamens als Künstlernamen zu verwenden.
Sein Fernsehdebüt in einer größeren Rolle in Deutschland hatte er 2018 mit dem ZDF-Film Für meine Tochter, in dem er eine der Hauptrollen neben Dietmar Bär spielt. Dieser Film hatte im selben Jahr seine Weltpremiere auf dem Filmfest in München und lief in der Kategorie Neues Deutsches Fernsehen.
Zudem war er in Projekten wie Morden im Norden, SOKO Potsdam, Marie fängt Feuer, Notruf Hafenkante u. v. m. zu sehen.
2025 entschloss er sich seinen Künstlernamen Adam Bay abzulegen und seine Karriere mit seinem bürgerlichen Namen Yılmaz Bayraktar fortzuführen.
Mit der Netflix Original Serie ASAF gelang ihm 2024 der internationale Durchbruch.

## Filmografie
- 2010: Galileo, Verhaltensregeln beim Fährenunglück, (HR), Regie Daniel Hantschel, Produktion: Epidosde11, Sender: Pro7
- 2011: Sedicio,[2] Regie Johannes Plate, Produktion: PMA Film, Kinofilm
- 2011: Roulette,[3] Regie Julian Schöneich, Produktion: FilmFatal, Kinofilm
- 2012: Hi Fonyód,[4] Regie Adrian Goiginger, Produktion: 2010 Entertainment, Kinofilm[5]
- 2013/14: Tatar Ramazan, Regie Cevdet Mercan | Sender: ATV, Türkische Serie
- 2014: Cılgın Dersane Üniversitede,[6] Regie Yasin Uslu & Senol Sönmez | Sender: ShowTV, Türkische Serie
- 2015: Son Mektup,[7] Regie Özhan Eren | Kinofilm, Türkei
- 2016: Die Opfer – Vergesst mich nicht, Regie: Züli Aladag (dreiteiliges Filmprojekt Mitten in Deutschland: NSU)
- 2016: Iftarlik Gazoz[8] (englischer Titel: 61 Days), Regie Yüksel Aksu | Kinofilm, Netflix Türkei
- 2018: Vatanim Sensin (englischer Titel: Wounded Love), Regie: Yagmur Taylan | Sender: KanalD, Türkische Serie
- 2018: Für meine Tochter, Regie: Stephan Lacant | ZDF
- 2018: Fielmann: Der Qualitätstester | Werbung
- 2018: BMW Vision iNext in Arcadia | Werbung
- 2019: PickUp ! Bahlsen | Werbung
- 2019: Marie fängt Feuer – Stürmische Zeiten, Regie: Marcus Weiler | ZDF
- 2020: AV-The Hunt, Regie: Emre Akay | Kino, Netflix
- 2021: Akıncı, Regie: Veli Çelik | Sender: ATV
- 2021: Son Yaz, Regie: Semih Bağcı | Sender: FOX
- 2021: SOKO Potsdam – Mädchen ohne Namen, Regie: Felix Ahrens | ZDF
- 2022: Bir Küçük Gün Işığı, Regie: Emre Kabakuşak | Sender: ATV
- 2022–23: Barbaros Hayreddin - Sultanın Fermanı, Regie: Berat Özdoğan | Sender: TRT1
- 2023: Notruf Hafenkante-Tierwohl, Regie: Stephanie Stoecker | ZDF
- 2023: SOKO Potsdam - Matchball, Regie: Max Hegewald | ZDF
- 2024: Zaferin Rengi (englischer Titel: Color of Victory), Regie: Abdullah Oğuz | Kino, Netflix Türkei
- 2024: Esas Oğlan, Regie: Şenol Sönmez | Gain Türkei
- 2024: ASAF, Regie: Özgür Önürme | Netflix International
- 2024: Her şeyin başı Merkür, Regie: Ali Balci | Kino Türkei
- 2025: Die Jägerin – Gegen die Wut, Regie: Ismail Şahin | ZDF
- 2025: Graveyard: Season 2, Regie: Abdullah Oğuz | Netflix International

## Theater
- 2008: Phobiker von Daniel Call, Rolle Jüngling, Polnisches Theater Kiel
- 2010: Die kleine Meerjungfrau von Hans Christian Andersen, Rolle Kammerdiener Lukas, Breakdancer, Theater Kiel
- 2011: Der Sturm von William Shakespeare, Rolle Bootsmann/Sebastian
- 2011/12: Achtung Ländle und Achtung Ländle 2, Rolle Lorenzo (Enzo) Danesi, Vorarlberger Volkstheater Götzis, Österreich
- 2011/12: Witte Pracht von Stefan Vogel, Rolle Ulas, Ohnsorg-Theater, Hamburg
- 2012/13: Ganze Kerle von Kerry Renard, Rolle Manuel Rodriguez, Ohnsorg-Theater, Hamburg

## Musicals
- 2009: One, Schauspielhaus Kiel / Werftparktheater Kiel
- 2006: Street Dance Story, Ulm